# Chrostosoma pellucida
Chrostosoma pellucida là một loài bướm đêm thuộc phân họ Arctiinae, họ Erebidae.